# José Manríquez
José Manuel Manríquez Hernández, más conocido como José Manríquez (Maracay, Venezuela, 19 de marzo de 1987), es un futbolista venezolano que juega como defensa y actualmente se encuentra sin equipo.
Comenzó su carrera en el Torneo Apertura 2010 con el Deportivo La Guaira donde debutó profesionalmente y se mantuvo 2 temporadas en el equipo. Disputa la temporada 2012-13 en Trujillanos Fútbol Club, la temporada 2013-14 en Petare Fútbol Club, y la temporada 2014-15 en Aragua Fútbol Club de su ciudad natal. Regresa al Deportivo La Guaira donde juega 2 semestres más, el Torneo de Adecuación 2015 y el Torneo Apertura 2016, de esta manera hace su primera aparición internacional disputando la Copa Sudamericana 2015. Se marcha a Carabobo Fútbol Club a mediados de 2016, y en 2017 disputa la Copa Libertadores de América

## Clubes
| Club                              | Año         | Partidos | Goles |
| --------------------------------- | ----------- | -------- | ----- |
| Deportivo La Guaira               | 2010 - 2012 | 23       | 2     |
| Trujillanos FC                    | 2012 - 2013 | 36       | 2     |
| Petare FC                         | 2013 - 2014 | 30       | 2     |
| Aragua FC                         | 2014 - 2015 | 33       | 2     |
| Deportivo La Guaira               | 2015 - 2016 | 33       | 2     |
| Carabobo FC                       | 2017 - 2018 | 51       | 1     |
| Estudiantes de Mérida Fútbol Club | 2018 - act  |          |       |
| Total                             | 2010 - act  | 206      | 11    |

## Palmarés

### Campeonatos nacionales
| Título          | Club                  | País      | Año  |
| --------------- | --------------------- | --------- | ---- |
| Torneo Apertura | Estudiantes de Mérida | Venezuela | 2019 |

- Datos: Q45040040